# La Catedral
La Catedral era la prigione privata dove venne recluso Pablo Escobar, il più ricco e pericoloso narcotrafficante del XX secolo. La struttura fu fatta edificare dallo stesso Escobar a seguito di un accordo con il governo colombiano, in cui si costituiva spontaneamente per 5 anni di confinamento obbligatorio nella prigione, a cui le forze armate nazionali dovevano rimanere lontane a una distanza minima di 3 km e gli garantiva di non essere estradato negli Stati Uniti. A seguito dell'evasione di Escobar nel 1992, fu scoperto che l'enorme struttura nascondeva comfort e lussi di ogni tipo.

## Storia
La Catedral fu costruita nei pressi di Envigado, al confine con Medellín. Il nome della prigione non ha collegamenti con Escobar; è semplicemente il nome del sentiero lungo il quale fu costruito l'edificio, che prima era usato come centro di riabilitazione per tossicodipendenti. La posizione della struttura - in cima ad un'altura - dominava Medellín, e ne rendeva difficile essere presa di mira da attentati.

## La prigione di Escobar
Durante la lunga e sanguinaria trattativa con il governo (fatta di omicidi, sequestri, e autobombe finalizzati a far cedere il Governo in nome della pace nel Paese), Escobar propone di scontare la detenzione in questa struttura privata, finanziando lui stesso la conversione in carcere. La mattina del 19 giugno 1991 Escobar si consegna alla giustizia, dopo aver ottenuto dal Governo colombiano la garanzia di non essere estradato negli Stati Uniti. Escobar arriva a La Catedral accompagnato da numerose personalità ed autorità, e dai suoi più stretti assistenti, mentre il fratello Roberto e il resto del gruppo di sicari arrivano nei giorni seguenti. Ai colombiani, stremati dagli attentati degli ultimi anni, sembra pur sempre una vittoria.
Ma l'opinione pubblica è incurante del fatto che la prigione di Escobar e del suo clan è una prigione d'oro: la struttura è immensa e prevede sala biliardi, centro fitness, angoli bar di classe, camere comode e spaziose, arredamento di design, vasche idromassaggio, un campo da calcio e un ufficio personale. Tutto questo si scoprirà solamente dopo la fuga dei narcotrafficanti l'anno successivo.
E non è tutto: Escobar ha ottenuto dal Governo di scegliere le guardie di sicurezza del carcere. Questo permette al clan di ricevere visite non solo di famigliari e parenti, ma anche degli affiliati al Cartello di Medellín e di altri personaggi famosi. In questo modo gli Escobar e i sicari giocano a calcio contro calciatori e altri atleti famosi a livello mondiale, continuano a controllare indirettamente gli affari del narcotraffico, organizzano grigliate con le famiglie, feste per amici e sicari.

## La fuga di Escobar
Per Escobar non era facile controllare gli affari dalla prigione, e poco a poco iniziò a diventare un estorsore nei confronti dei suoi pochi soci ancora in libertà (perché gran parte dei membri del Cartello furono catturati, uccisi o arresi alla giustizia nei 3 anni precedenti): chiede infatti sempre più denaro per coprire le 'spese di guerra' degli ultimi anni, e per ripararsi dai possibili attacchi del Cartello di Cali, con cui il cartello di Medellín era in guerra da qualche anno. Il clima si fa più critico quando Gerardo Moncada (Kiko) e Fernando Galeano (El Negro) hanno da ribattere alla richiesta di Escobar di aumentare la quota. Poco dopo El Chopo, sicario di Escobar, durante una ricognizione in una proprietà di Galeano, ruba 23 milioni di dollari. Moncada e Galeano si recano a La Catedral e qui vengono accusati da Escobar di rubare le entrate del Cartello e di non apportare somme sufficienti per garantire la sicurezza e la guerra al cartello rivale: per queste ragioni vengono torturati e uccisi.
Il governo, venuto a conoscenza dell'eccidio (tramite Fernando Murillo Bejarano, assistente di Galeano, che si era recato alla prigione dopo la sparizione del suo capo, ma aveva ricevuto risposte molto vaghe da Escobar), e per evitare che Escobar e i suoi continuino a delinquere dalla loro prigione, ordina il loro trasferimento in un carcere ordinario. Ma il 22 luglio 1992, dopo aver rinchiuso all'interno della prigione il vice ministro della Giustizia Edoardo Mendoza e il direttore dell'amministrazione carceraria, colonnello Navas, arrivati a La Catedral proprio per annunciare il trasferimento, Pablo Escobar, il fratello Roberto e 8 assistenti riescono a fuggire e tornano latitanti.
Sarà proprio la fuga a rendere pubblica la grande menzogna del carcere personale di Escobar e far anche subire Escobar (lo stesso che attaccava lo Stato negli 80) ora sotto l'attacco violento dello Stato in combutta con narcotrafficanti nemici chiamati Los Pepes che gli porterà alla morte nel dicembre 1993.